# Otjamtjires hamn

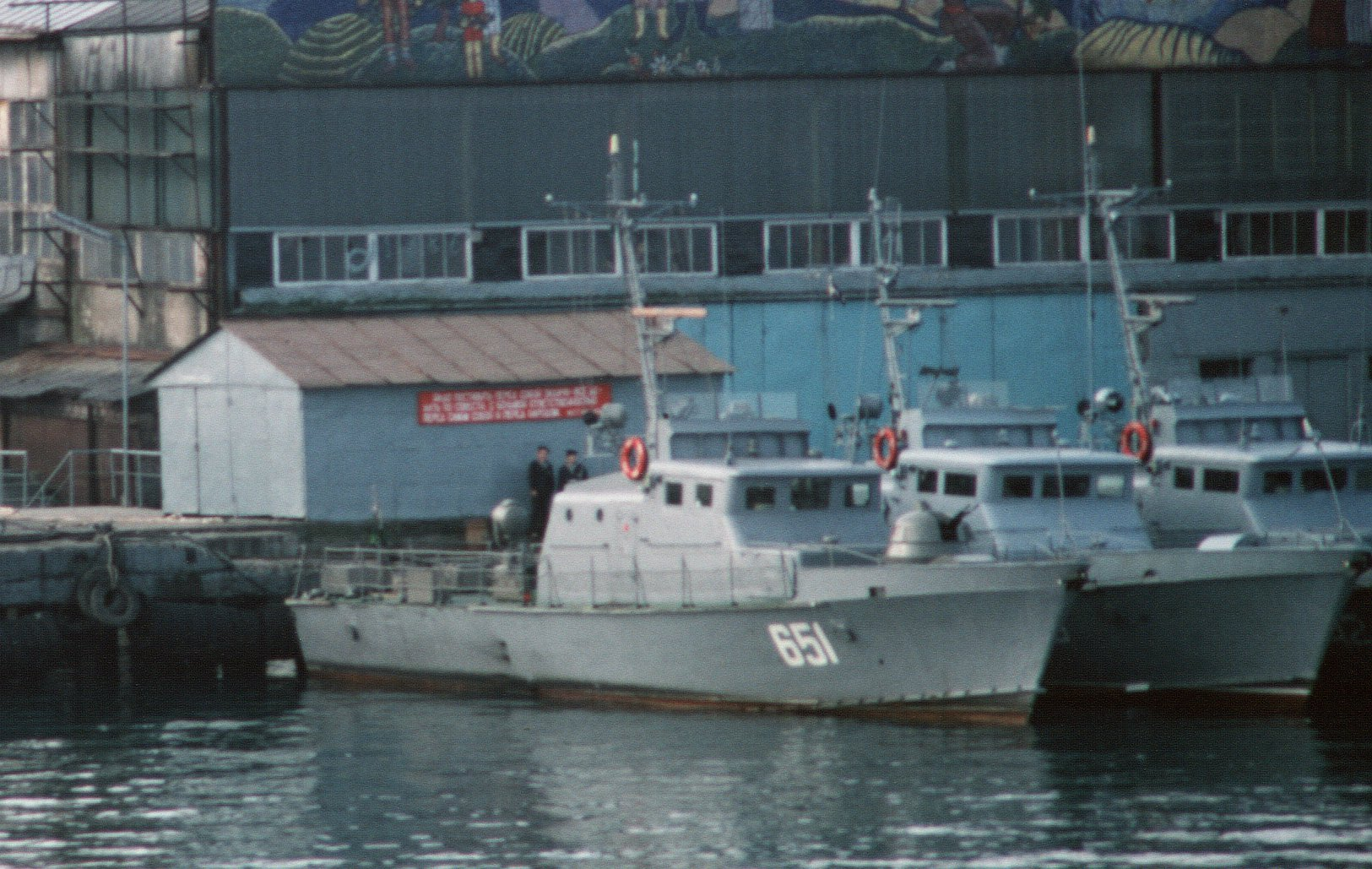
Sovjetiska patrullbåtar av Projekt 1400-klass, 1987

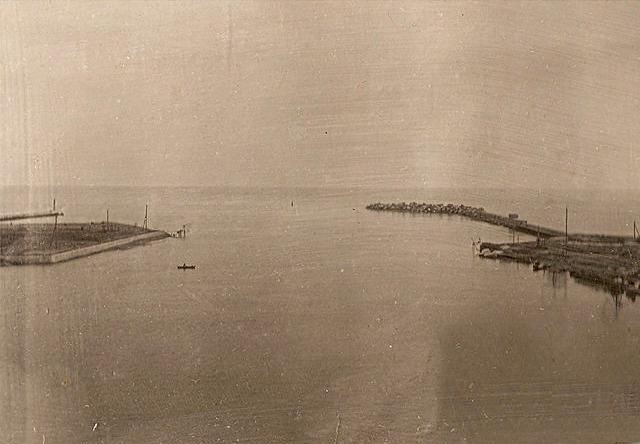
Inseglingskanalen till Otjamtjires hamn, 1935

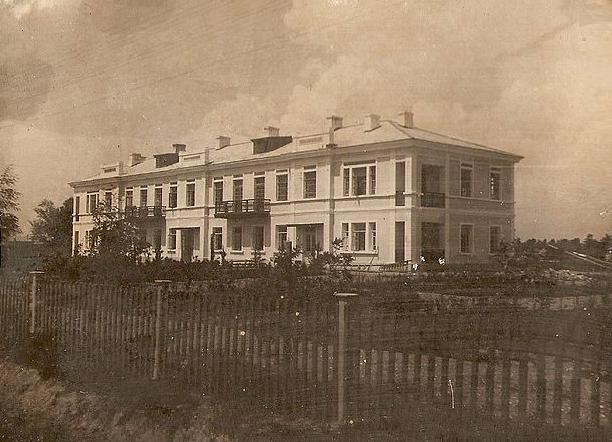
Byggnad vid hamnen, 1935

Otjamtjires hamn är en hamn i Otjamtjire i utbrytarområdet Abchazien i Georgien, 
Hamnen ligger 58 kilometer sydost om utbrytarområdet Abchaziens huvudstad Sukhumi, som har en liten lasthamn. Den ligger på vänstra stranden av floden Galidzgas mynning i den nordvästra utkanten av staden, med en 50 meter bred och 600 meter lång kanal till Svarta havet. Kanalen slammas lätt igen och måste återkommande muddras.
Fartyg på upp till 13.000 ton och med fem meters djupgående kan anlöpa hamnen, som bland annat är en exporthamn för kol. En av tre kajer, med 115 meters längd, används för koltransporter. En andra kaj på 140 meter används för allmänt fraktgods som timmer, sågat trä, järnskrot och bulkvaror som  sand. En tredje kaj på 173 meter används för tilläggning av fartyg, framför allt som bas för en av Abchaziens tre flottenheter.

## Historik
Ochamchiras hamn anlades 1933-1935 som en kommersiell hamn. År 1940 övertogs hamnen av gränstrupperna inom NKVD (KGB), omgrupperade från Batumi. Ett militärt bostadsområde byggdes nära hamnen med skola och annan infrastruktur. År 1983 byggdes ett militärt reparationsvarv och under 1980-talet upprättades planer för att väsentligt utöka örlogshamnen.
Åren 1996–1998 flyttade den ryska militären på begäran av Georgiens regering från hamnen och omgrupperades till Kaspijsk vid Kaspiska havet.
Senare, på 2000-talet, har bland annat Projekt 1400-patrullbåtar ur Abchaziens flotta varit stationerade i hamnen, samtidigt som hamnen utnyttjats av civila fraktfartyg. Från 2009 har diskussioner förts om att skapa en örlogshamn för den ryska Stillahavsflottan där, med logistik- och reparationsresurser samt förtöjningsplatser för landstigningsfartyg och minröjningsfartyg.
År 2009 bildades där en kustbevakningsavdelning av gränstjänsten inom ryska  Ryska federationens federala säkerhetstjänst (FSB) med till en början fyra moderna patrullbåtar av Sobol- och Mangust-klass.

## Rysk flottbas
Rysslands Svartahavsflotta har sin huvudbas i Sevastopol på Krim, som ockuperades 2014 av Ryssland. Under Rysslands krig mot Ukraina från 2022 ökade efter hand Ukrainas angrepp på denna flottbas, vilket föranledde den ryska marinen att omgruppera fartyg till landets näst största flottbas vid Svarta havet, Novorossijsk. 
En utbyggd marinbas i Otjamtjire, att utnyttjas av Rysslands Svartahavsflotta, förväntas bli klar under 2024.